# Sa Kaeo (tỉnh)
Sa Kaeo (tiếng Thái: สระแก้ว, phiên âm: Xa Keo) là một tỉnh (changwat) miền Đông của Thái Lan. Các tỉnh giáp giới (từ phía Nam theo chiều kim đồng hồ) là: Chanthaburi, Chachoengsao, Prachin Buri, Nakhon Ratchasima và Buri Ram. Phía Đông giáp Banteay Meanchey và Battambang của Campuchia.

## Các đơn vị hành chính
Tỉnh Sa Kaeo có 7 huyện (Amphoe), 2 tiểu huyện (King Amphoe). Các huyện được chia ra làm 59 xã (Tambon).